# العم فانيا
العم فانيا (بالروسية: Дядя Ваня) هي مسرحية روسية من تأليف أنطون تشيكوف نشرت في عام 1897 .

## نبذة عن المسرحية
المسرحية تسلط الضوء على الحياة البائسة والضائعة للعم «فانيا» الذي يعيش في قرية مملة وراكدة، إلا أن كل ذلك يتغير بوصول البروفيسور إلكسندر سيرباريكوف وزوجته، الذي يقع العم فانيا في حبها .